# The Lost Tomb
The Lost Tomb (chinês simplificado: 盗墓笔记, pinyin: Dàomù Bǐjì) é uma série de televisão chinesa de 2015 baseada no romance da internet Daomu Biji. A série foi originalmente planejada para ter 8 temporadas filmadas em um período de 8 anos, mas apenas três temporadas foram produzidas a partir de 2020. A primeira temporada estreou no iQiyi em 12 de junho de 2015.

## Sinopse
Wu Xie (Li Yifeng) é um dono de loja de antiguidades que vem de uma família de invasores de tumbas. Enquanto ele continua o comércio familiar com sua equipe de invasores de tumbas, ele encontra tesouros perdidos dos Reinos Combatentes, bem como as respostas para as tragédias do passado de sua família. Com a ajuda das anotações de seu avô e de sua equipe — o tranquilo Zhang Qiling (Yang Yang), o engenhoso Pang Zi (Liu Tianzuo), o experiente Wu Sanxing (Ken Chang), o fiel ajudante de San Xing, Pan Zi (Wei Wei) e a habilidosa Ah Ning (Tiffany Tang) — Wu Xie sai em busca dos tesouros perdidos, bem como as pessoas responsáveis pelo massacre de sua família.

## Elenco

### Principal
| Ator         | Função                                                 | Introdução |
| Li Yifeng    | Wu Xie (Wú Xié; 吴邪)                                  | Proprietário de uma loja de antiguidades em Hangzhou, China. Ele encontra um mapa para uma tumba antiga em um pergaminho antigo dos Reinos Combatentes um dia que o leva a procurar a tumba no mapa. Wu Xie é um personagem inocente e ingênuo que é leal a seus amigos. Ele também é descendente do 5.º Mestre dos Nove místicos |
| Yang Yang    | Kylin / Xiaoge (Zhāng Qǐlíng; 张起灵 / Pequeno Mestre) | Um personagem misterioso que raramente fala e sempre parece estar em transe. Ele é frequentemente contratado como assistente para muitos empreendimentos de roubo de túmulos e é altamente competente nisso; muito pouco se sabe sobre ele, até mesmo seu nome verdadeiro.                                                        |
| Tiffany Tang | A'ning (Ā'níng; 阿宁)                                  | Uma ladra de túmulos e a primeira grande mulher introduzida na série, seus motivos não são claros, mas parecem estar trabalhando contra os protagonistas. |
| Liu Tianzuo  | Fatty / Pangzi (Wáng Pàngzi; 王胖子)                   | Apelidado de "Gold Getting Xiao Wei", ele é um ladrão de túmulos do norte (em oposição a Wu Xie, do sul) e se une a Wu e Zhang ao longo da história; juntos, eles são chamados de "Triângulo de Ferro". |
| Ken Chang    | Wu Sanxing / Third Uncle (Wú Sānxǐng; 吴三省)          | Terceiro tio de Wu Xie, tem um grande interesse em túmulos e antiguidades. Ele se junta ao grupo para localizar a tumba a pedido de seu sobrinho, Wu Xie. |
| Wei Wei      | Pan Zi (Pān Zi; 潘子)                                  | Assistente de Wu Sanxing. O braço direito de Sansheng, que serviu na Guerra do Vietnã antes de se tornar um ladrão de túmulos. |

### Apoio
| Ator           | Função          | Introdução                                                                                        |
| Li Chenhao     | Master High     | Amigo de Wu Xie, um repatriado no exterior que é especialista em tecnologia avançada.             |
| Sun Yaoqi      | Chen Chengcheng | subordinado de Qiu Dekao. Ela se disfarça de sobrinha de Chen Wenjin para se aproximar de Wu Xie. |
| Cheng Pei-pei  | Huo Xiangu      | Um dos membros do clã místico nove.                                                               |
| Ying Er        | Huo Xiuxiu      | A neta de Huo Xiangu.                                                                             |
| Li Xinliang    | Liu Tai         |                                                                                                   |
| Zhang Xiaochen | Jie Yuchen      |                                                                                                   |
| Lu Xingyu      | Minister Lu     |                                                                                                   |
| Su Qing        | Yao Guang       |                                                                                                   |
| Huang Ming     | King Lushang    |                                                                                                   |

## Produção
Em junho de 2014, uma conferência de imprensa foi realizada em Xangai e contou com a presença de representantes da H&R Century Pictures, Beijing Enlight Media e Nanpai Investment. Foi anunciado que um filme, uma série de televisão e um jogo online seriam adaptados do romance Daomu Biji de Nanpai Sanshu. Em particular, a série de televisão seria dividida em 8 temporadas filmadas em um período de 8 anos.
A série é dirigida por Cheang Pou-soi, que dirigiu o filme de 2014 O Rei Macaco. Outra equipe de produção notável incluiu os vencedores do Prêmio de Cinema de Hong Kong Angie Lam e Bill Lui. Chun Hung Mak, que trabalhou na série Chinese Paladin, compôs a trilha sonora da série.
A fotografia principal começou em agosto de 2014 e terminou em 30 de novembro de 2014 no lago Yamdrok, no Tibete. As filmagens ocorreram no Beijing Farm Animal Research Center e na Dagao International Art Unit.

### Revelação do elenco
Em 24 de junho de 2014, Li Yifeng confirmou através do Weibo que assumiria o papel principal de Wu Xie. Em 31 de agosto de 2014, foram lançados pôsteres oficiais do elenco principal, incluindo Li, Yang Yang, Liu Tianzuo, Ken Chang e Wei Wei. Em 5 de novembro de 2014, Tiffany Tang foi revelada como a protagonista feminina da série.

## Desvio do romance
No romance, Wu Xie é o dono de uma loja de antiguidades, mas na série, ele é um repatriado estrangeiro que estudou em uma universidade alemã e voltou à China para devolver uma antiguidade ao país. O resto da equipe também se tornou "protetores da antiguidade" em vez de uma "equipe de invasão de túmulos".
Dois novos personagens, High Master e Cheng Chengcheng, também foram criados para a websérie.

## Recepção
The Lost Tomb é o web drama mais assistido de 2015, com mais de 2,8 bilhões de visualizações.
Apesar de sua popularidade, a série foi criticada por seu enredo arrastado e efeitos especiais mal feitos. Os fãs do romance também comentaram que o enredo e os personagens se desviaram muito do romance original.

## Prêmios e indicações
| Ano  | Prêmio                                      | Categoria                  | Destinatário  | Resultado |
| ---- | ------------------------------------------- | -------------------------- | ------------- | --------- |
| 2014 | 2015 IQIYI All-Star Carnival                | Drama da Web mais esperado | The Lost Tomb | Venceu    |
| 2015 | 2016 IQIYI All-Star Carnival                | Ator Popular do Ano        | Yang Yang     | Venceu    |
| 2015 | 2016 IQIYI All-Star Carnival                | Drama do Ano               | The Lost Tomb | Venceu    |
| 2015 | 6th Macau International Television Festival | Melhor Drama da Web        | The Lost Tomb | Venceu    |
| 2015 | 7th China TV Drama Awards                   | Melhor websérie            | The Lost Tomb | Venceu    |

## Transmissão internacional
| País      | Rede(s)/Estação(ões)   | Estreia da série                                                    | Título                       |
| --------- | ---------------------- | ------------------------------------------------------------------- | ---------------------------- |
| China     | iQiyi / Viki           | 12 de junho de 2015 - ()                                            | 盜墓筆記 (電視劇) ( ; lit: ) |
| Tailândia | AMRIN TV HD (อมรินทร์ทีวี) | 5 de agosto de 2018 - , 2018 (todos os domingos das 16h00 às 17h00) | ล่าขุมทรัพย์ปริศนา ( ; lit: )     |